# Green Flash
Green Flash é o 39º single (41º no total) do grupo idol japonês AKB48, com lançamento para 4 de Março de 2015. O título se refere a um raro fenômeno que ocorre em um pôr-do-sol, conhecido como Brilho verde. Yuki Kashiwagi e Haruna Kojima são as centers do single, com partes de Rap feitas por Minami Takahashi e Sayaka Yamamoto. Virá em nove versões, sendo quatro limitadas e quatro regulares, além da versão Theater.
As capas mostram as integrantes em lágrimas, da mesma maneira que a capa de "Kizuitara Kataomoi" (Nogizaka46) e a MV de "Owaranai Encore" (SDN48).
| Type A Limited/Regular Edition | Haruna Kojima, Yuki Kashiwagi, Jurina Matsui, Sakura Miyawaki    |
| Type S Limited/Regular Edition | Minami Takahashi, Sayaka Yamamoto, Rina Kawaei, Haruka Shimazaki |
| Type N Limited/Regular Edition | Rino Sashihara, Yui Yokoyama, Yuria Kizaki, Rina Ikoma           |
| Type H Limited/Regular Edition | Mayu Watanabe, Anna Iriyama, Mako Kojima, Rena Matsui            |
| Theater Edition                | Haruna Kojima, Yuki Kashiwagi                                    |

A MV desta música tem direção de Hirokazu Koreeda, que dirigiu também o PV de Sakura no Ki ni Narō, e já é considerado uma das mais tristes do grupo. Esse é o 11º single do AKB48 a ter um título em inglês. A versão curta foi liberada no canal do AKB48 (YouTube) em 14 de fevereiro de 2015, e a versão completa foi liberada em 20 de maio de 2015, no mesmo dia em que Bokutachi wa Tatakawanai foi lançado.
A música foi apresentada ao público pela primeira vez, durante o último dia do Request Hour Setlist 1035.
Será a primeira vez em que uma integrante do Nogizaka46 participa de um A-Side do AKB48, no caso, Rina Ikoma.
Coincidentemente, o lançamento deste single ocorre 6 anos após "10nen Sakura".

## Faixas
TYPE A
1. Green Flash
2. Majisuka Fight (Majisuka Gakuen 4 - OP)
3. Haru no Hikari Chikazuita Natsu (AKB48)
4. Green Flash (Instrumental)
5. Majisuka Fight (Instrumental)
6. Haru no Hikari Chikazuita Natsu (Instrumental)

TYPE S
1. Green Flash
2. Yankee Rock (Majisuka Gakuen 4 - ED)
3. Sekai ga Naiteiru Nara (SKE48)
4. Green Flash (Instrumental)
5. Yankee Rock (Instrumental)
6. Sekai ga Naiteiru Nara (Instrumental)

TYPE N
1. Green Flash
2. Hakimono to Kasa no Monogatari (Minna no Uta)
3. Punkish (NMB48)
4. Green Flash (Instrumental)
5. Hakimono to Kasa no Monogatari (Instrumental)
6. Punkish (Instrumental)

TYPE H
1. Green Flash
2. Aisatsu Kara Hajimeyou (Team 8)
3. Otona Ressha (HKT48)
4. Green Flash (Instrumental)
5. Aisatsu Kara Hajimeyou (Instrumental)
6. Otona Ressha (Instrumental)

## Membros Selecionadas

### Green Flash
AKB48:

Team A: Haruna Kojima, Minami Takahashi, Haruka Shimazaki, Rina Kawaei, Anna Iriyama

Team K: Yui Yokoyama, Mako Kojima

Team B: Yuki Kashiwagi, Mayu Watanabe

Team 4: Yuria Kizaki

SKE48:

Team S: Jurina Matsui

Team E: Rena Matsui

NMB48:

Team N: Sayaka Yamamoto

HKT48:

Team H: Rino Sashihara

Team KIV: Sakura Miyawaki 

Nogizaka46:

1st Gen: Rina Ikoma

### Hakimono to Kasa no Monogatari[4]
AKB48:

Team A: Minami Takahashi, Haruka Shimazaki, Haruna Kojima

Team K: Yui Yokoyama

Team B: Yuki Kashiwagi, Mayu Watanabe

SKE48:

Team S: Jurina Matsui

HKT48:

Team H: Rino Sashihara

### Punkish
NMB48:

Team N: Sayaka Yamamoto, Riho Kotani, Kei Jonishi, Akari Yoshida, Yuuka Kato

Team M: Nana Yamada, Fuuko Yagura, Miru Shiroma, Reina Fujie, Airi Tanigawa, Sae Murase

Team BII: Miyuki Watanabe, Nagisa Shibuya, Shu Yabushita, Ayaka Umeda, Miori Ichikawa

## Ligações Externas
- King Records
  - Type-A Limited Edition
  - Type-A Regular Edition
  - Type-S Limited Edition
  - Type-S Regular Edition
  - Type-N Limited Edition
  - Type-N Regular Edition
  - Type-H Limited Edition
  - Type-H Regular Edition
  - Theater Edition